# Parafia św. Jana Chrzciciela w Służewie
Parafia Świętego Jana Chrzciciela w Służewie – rzymskokatolicka parafia położona we wsi Służewo. Administracyjnie należy do diecezji włocławskiej (dekanat aleksandrowski). 
Odpust parafialny odbywa się w uroczystość św. Jana Chrzciciela – 24 czerwca.
Proboszczem parafii od 2024 roku jest ks. Jan Dominowski. 

## Kościoły
- kościół parafialny: Kościół św. Jana Chrzciciela w Służewie